# Ґрудна (Новотомиський повіт)
Ґрудна (пол. Grudna, нім. Groß Lipke) — село в Польщі, у гміні Медзіхово Новотомиського повіту Великопольського воєводства.
Населення — 201 особа (2011).

## Демографія
Демографічна структура станом на 31 березня 2011 року:
|          | Загалом | Допрацездатний вік | Працездатний вік | Постпрацездатний вік |
| -------- | ------- | ------------------ | ---------------- | -------------------- |
| Чоловіки | 99      | 24                 | 68               | 7                    |
| Жінки    | 102     | 19                 | 56               | 27                   |
| Разом    | 201     | 43                 | 124              | 34                   |